# Dolok Sibau
Dolok Sibau är ett berg i Indonesien.   Det ligger i provinsen Aceh, i den västra delen av landet, 1 500 km nordväst om huvudstaden Jakarta. Toppen på Dolok Sibau är 572 meter över havet. Dolok Sibau ligger på ön Pulau Simeulue.
Terrängen runt Dolok Sibau är kuperad åt sydväst, men åt nordost är den platt. Havet är nära Dolok Sibau åt nordost. Dolok Sibau är den högsta punkten i trakten. Närmaste större samhälle är Sinabang, 15,2 km sydost om Dolok Sibau. 